# Мыс Кремера
Мыс Кремера (норв. Kræmerpynten) — мыс на острове Белый в архипелаге Шпицберген. Является крайней восточной точкой архипелага и всей Норвегии.
Мыс получил название в честь норвежского морского капитана Вальдемара Хильберта Кремера (норв. Waldemar Hilbert Kræmer, 1884—1947), который в 1925 году измерил глубину океана в этом районе.